# Alinensaari
Alinensaari är en ö i Finland. Den ligger i sjön Lampsijärvi och i kommunen Pello i den ekonomiska regionen  Tornedalens ekonomiska region och landskapet Lappland, i den norra delen av landet, 700 km norr om huvudstaden Helsingfors. Öns area är 0,3 hektar och dess största längd är 80 meter i nord-sydlig riktning.